# Марина Кислова
Марина Владимировна Кислова (Лењинград, 2. фебруар 1978) бивша је руска атлетичарка. Такмичила се у спринтерским дисциплинама, а у репрезентацији је поред појединачног такмичења била и члан штафете 4 х 100 м.

## Спортска биографија
На Светском првенству 2003. у Паризу у трци штафета 4 х 100 м, штафета Русије у саставу: Олга Фјодорова, Јулија Табакова, Марина Кислова и Лариса Круглова резултатом 42,66 је освојила бронзану медаљу, иза штафета Француске (41,78) и САД (41,83).
На Европском првенству у дворани 2002. у Бечу у трци на 60 метара завршила је као друга резултатом 7,18.

## Значајнији резултати
| Год. | Такмичење                       | Место                          | Пласман | Дисциплина | Резултат |
| ---- | ------------------------------- | ------------------------------ | ------- | ---------- | -------- |
| 2000 | Олимпијске игре                 | Сиднеј Аустралија              | 5       | 4 х 100    | 43,02    |
| 2001 | Европско првенство у дворани    | Лисабон Португалија            | 9       | 60 м       | 7,20     |
| 2001 | Светско првенство на отвореном  | Едмонтон Канада                | 25      | 100 м      | 11,58    |
| 2001 | Светско првенство на отвореном  | Едмонтон Канада                | 7       | 4 х 100    | 43.58    |
| 2002 | Европско првенство у дворани    | Беч Аустрија                   | 2       | 60 м       | 7,18     |
| 2002 | Европско првенство на отвореном | Минхен Немачка                 | 13      | 100 м      | 11,49    |
| 2003 | Светско првенство у дворани     | Бирмингем Уједињено Краљевство | 6       | 60 м       | 7,26     |
| 2003 | Светско првенство на отвореном  | Париз                          | 3       | 4 х 100    | 42,66    |
| 2007 | Европско првенство у дворани    | Бирмингем Уједињено Краљевство | 11      | 60 м       | 7,29     |

## Лични рекорди
на отвореном
- 100 м — 11,09 (-0,8), Ханиа 	4. април 2001.
- 200 м — 22,99 (-0,5), Јокохама, 9. септембар 2000.

у дворани
- 50 м — 6,18, Лиеви, 25. фебруар 2001
- 60 м — 7,08, Самара, 1. фебруар 2001
- 200 м — 11,60, Тампере, 9. фебруар 1999
- 300 м — 23,46, Москва, 17. фебруар 2001